# Орнатовський Іван
Іван Орнатовський (у російському записі Иван Орнатовский, за старим правописом Иванъ Орнатовскій; 1783 або 1784 р., місце народження невідоме — дата і місце смерті невідомі) — харківський граматикар, представник універсалістсько-логічного напряму. Визнання здобув однією працею: «Найновіший нарис правил російської граматики, спертих на засадах загальної» (1810).

## Біографія
Єдине наявне джерело біографічних відомостей про Івана Орнатовського — список викладачів Харківського колегіуму за 1808/1809 навчальний рік. Він зберігається в Санкт-Петербурзі, в Російському державному історичному архіві (ф. 802, оп. 1, спр. 106). Згідно з цим документом, Орнатовський, малорос, духовного стану, був випускником того ж таки Харківського колеґіуму. У лютому 1809 р. він мав 25 років віку (що й дозволяє приблизно вирахувати рік його народження). До Харківського колеґіуму Орнатовський потрапив по закінченні Катеринославської духовної семінарії. Оскільки цю останню допіру 1804 р. переведено до Катеринослава з Полтави, можна припустити, що Орнатовський походив саме звідти або з поблизьких земель. Як один із найкращих студентів колеґіуму, він також відбув стажування в Києво-Могилянській академії. У 1808/09 навчальному році він викладав у старших класах граматику, математику та грецьку мову. Утім, список викладачів колеґіуму за наступний рік його прізвища вже не містить. Вочевидь, Орнатовський обрав собі інший кар'єрний шлях: офіційний орган «Санктпетербургскія Сенатскія Вѣдомости» повідомляв у 18-му числі за 7 травня 1810 р. (с. 231) про надання колишньому викладачеві Харківського колеґіуму Орнатовському чину колезького реєстратора. Під ту пору Орнатовський уже служив у "Канцелярії чергового при Військовому Міністрові Генерала". Після цієї звістки сліди за ним западаються. У деяких виданнях Орнатовського названо професором Харківського університету (див.: Березин Ф. М. Хрестоматия по истории русского языкознания. 2-е изд. испр. – Москва, 1977. – С. 13; Березин Ф. М. История лингвистических учений. – Москва, 1977. – С. 32; Березин Ф. М. История лингвистических учений. 2-е изд. испр. и доп. – Москва, 1984. – С. 32), але це не відповідає дійсності.

## Наукова діяльність
Універсальні або загальні граматики в Росії набули поширення внаслідок освітньої реформи, здійсненої в перші роки царювання Олександра І. Нею предбачалося, зокрема, використання саме такого ґатунку підручників у викладанні граматики. Серед низки тодішніх видань, що вийшли з-під пера Івана Рижського, І. Тимківського, Л. Г. Якоба та ін., граматика Орнатовського була найвартіснішою з теоретичного погляду.

## Твори
- Новѣйшее начертаніе правилъ Россійской грамматики, на началахъ всеобщей основанныхъ. – Харьковъ, 1810 (передрук у вид.: Texts and Studies on Russian Universal Grammar / Ed. by J. Biedermann, G. Freidhof. – München, 1984. – Vol. I).